# Vilhena
Vilhena é um município brasileiro do estado de Rondônia. Sua população foi estimada em 108.528 habitantes, segundo dados de 2024 do Instituto Brasileiro de Geografia e Estatística (IBGE), sendo o quarto município mais populoso de Rondônia.
Com o segundo melhor IDH de Rondônia, a cidade encontra-se em constante expansão nos setores da indústria, comércio e serviços, bem como constitui-se  num forte pólo agrícola na região. Além disso, a cidade vem se tornando um grande pólo educacional, atraindo diversos estudantes de uma  macrorregião que abrange a região sul de Rondônia e noroeste do Mato Grosso.
O município é conhecido como Portal da Amazônia, por estar situado na entrada da região Amazônica Ocidental. Também é conhecida como Cidade Clima da Amazônia, por ter uma temperatura média menor do que outras cidades da Região Norte. Nos tempos de sua colonização, recebeu a alcunha de Eldorado Amazônico, em referência à cidade de Eldorado que, segundo a lenda dos índios, seria feita de ouro maciço.
O nome "Vilhena" foi denominado por Cândido Rondon em homenagem ao engenheiro maranhense chefe da Organização Telegráfica Pública Álvaro Coutinho de Melo Vilhena. Este, em 1908, foi nomeado pelo Presidente da República Diretor Geral dos Telégrafos.

## História
A história da colonização de Vilhena tem algo em comum com muitos outros municípios de Rondônia. Começa no século XX, por volta de 1910, quando o tenente-coronel Cândido Mariano da Silva Rondon construiu, nos campos do Planalto dos Parecis, um posto telegráfico, ligando várias cidades entre Cuiabá e Porto Velho e fazendo com que surgissem vilas ao redor. Tal região, porém, já havia sido desbravada, há cerca de 200 anos, quando bandeirantes, como Antonio Pires e Paz de Barro, denominaram a área como Chapadão dos Parecis.
A Comissão Rondon realizou a obra de ligação telegráfica entre Cuiabá e Santo Antônio do Rio Madeira, promovendo a ruptura do isolamento do oeste amazônico. Os trabalhos iniciaram no ano de 1907, no governo Afonso Pena, e foram concluídas em 1912 no governo Hermes da Fonseca. As picadas abertas na mata serviriam anos depois para a trilha da BR-029 (atual 364) e proporcionaram o surgimento de povoados que se transformaram em municípios do estado (Vilhena, Pimenta Bueno e Jaru). O ponto Final da linha telegráfica ultrapassou Santo Antônio do Rio Madeira e chegou a Porto Velho, em Rondônia.
Em 1909, o tenente-coronel Cândido Mariano da Silva Rondon, que atuava como chefe da comissão e construção da linha telegráfica de Mato Grosso-Amazonas, liderou uma expedição de 42 homens por regiões amazônicas. Em determinado ponto, ergueu um acampamento, visando a realizar estudos sobre o ecossistema e o comportamento dos povos indígenas. Era então desenhado o esboço originário da cidade de Vilhena, no que viria a ser o Estado de Rondônia.
O trabalho de Rondon seria completado alguns meses mais tarde com o estabelecimento de uma estação telegráfica, nas margens do Rio Piracolino. A região da atual cidade de Vilhena distancia-se cerca de cinco quilômetros desse rio.
Concluída a obra da estação telegráfica, Rondon homenageou o antigo engenheiro chefe da Organização da Carta Telegráfica da República, Álvaro Coutinho de Melo Vilhena, falecido havia pouco tempo, batizando-a de Vilhena. Em 1910 a estação começou efetivamente a funcionar, atraindo moradores para a região.
Em 1938, o posto telegráfico de Vilhena tinha como habitantes apenas duas famílias. Abandonadas pela administração de linha telegráfica havia 8 anos, viviam da criação de bodes e cabras. Esse é o testemunho de Claude Lévi-Strauss, que relatou sua passagem pela região em seu livro Tristes Trópicos.
Durante quase 50 anos, foi o Posto Telegráfico da passagem do homem civilizado por esta região e, somente ao final da década de 1950, a sua presença tornou-se mais efetiva. No ano de 1959, o presidente Juscelino Kubitschek iniciou a BR-29 (Brasília/Acre), atual BR-364, que integrava a região Norte com as demais regiões do País. Vilhena é a entrada da Amazônia Ocidental, o que permite receber a denominação "Portal da Amazônia Ocidental", e teve seu povoamento caracterizado por vários fatores:
- Fluxo migratório das regiões mais populosas do País (sudeste/sul) á procura de novas áreas para melhoria do desenvolvimento econômico.
- A existência de um clima saudável, próprio da região do Planalto;
- A riquezas das matas locais (muita madeira, hoje quase esgotada); e
- A construção da verdadeira rodovia de interligação (Brasília/Acre): BR-364.

Em 1964, por meio do Ibra (Instituto Brasileiro de Reforma Agrária), e depois do Incra (Instituto Nacional de Colonização e Reforma Agrária), ocorreu distribuição de terras da União a colonos dispostos a se fixarem na região. Este fator atraiu migrantes de todos os quadrantes do País. Nesta ocasião chegavam as primeiras cabeças de gado (80 reses) e instalavam-se o primeiro posto de gasolina, o primeiro hotel e restaurante, tudo propriedade do pioneiro Ferreira Queiroz.
Após o golpe militar de 1964, chega o 5º BEC (Quinto Batalhão de Engenharia e Construção), para a conservação da estrada, tendo à sua frente o comandante Todeschini, que residia em Vilhena. Construiu-se a primeira igreja católica. Vilhena começa a se consolidar com a construção da atual rodovia BR-364. No início de 1960, o presidente Juscelino Kubitschek visitou a região para inaugurar a rodovia Brasília-Acre e vistoriar as obras da BR-364.
Para tanto, uma pista de pouso teve de ser construída de forma urgente para receber o comitiva presidencial, atraindo número significativo de trabalhadores para a região. A pista passou a ser uma referência para as operações do Correio Aéreo Nacional e para empresas como a Vasp e a Cruzeiro do Sul, que tinham dificuldades de implementar suas rotas amazônicas. Outro impulso vindo na esteira da construção da pista foi a instalação de um destacamento da Força Aérea Brasileira na região e um pequeno hospital militar.
A produção cafeeira na região começa a tomar impulso antes mesmo da criação do município. Em 1964, o governo federal incentiva um programa de colonização da região Amazônica. Assim, o Instituto Brasileiro de Reforma Agrária e o Instituto Nacional de Colonização e Reforma Agrária iniciam a distribuição de terras federais a colonos, sendo que a extração e o beneficiamento de madeira rapidamente ganham impulso. Em menor grau, atividades agrícolas, como café e cacau, além da pecuária, também passam a ser desenvolvidas.
Muitos trabalhadores que vieram construir a pista de pouso e a rodovia fixaram-se na região e grande número de pessoas foi estimulado a buscar melhor sorte na nova cidade que se formava.
A energia elétrica era fornecida por geradores próprios e o fornecimento de água era feito por caminhões, com tambores abastecidos nas águas dos Igarapés. Próximo ao local, instalou-se, em 1966, a primeira serraria (Berneck), e iniciaram-se as obras da Embratel. Em 1968 instalaram-se a Delegacia de Polícia, a Caerd (Companhia de Águas e Esgoto de Rondônia) e a Ceron (Centrais Elétricas de Rondônia), atual Eletrobrás.
Em 1 de abril de 1969, Vilhena passou a Distrito de Porto Velho pelo Decreto nº 565, sendo criados o Cartório de Registro Civil e o Juizado de Paz, ocasião em que Vilhena possuía 160 casas. Novas indústrias passaram a ver a localidade com potencial de crescimento e a região começou a figurar como um polo de desenvolvimento industrial e comercial do estado.
Em 4 de outubro de 1973, o Incra criou o Projeto Integrado de Colonização Paulo de Assis Ribeiro em áreas da Gleba Guaporé, a 100 quilômetros da vila de Vilhena, na mesma distância da rodovia BR-364, com sede na localidade de Colorado d'Oeste. Em 1973, o distrito de Vilhena teve seu primeiro administrador, Gilberto Barros Lima (20 de março de 1973 a 21 de junho de 1977), na época, fiscal do IBDF, ficou à disposição do Distrito. Na ocasião, esta localidade já contava com algumas avenidas: Marechal Rondon, Major Amarante e Capitão Castro, e também instalaram-se várias serrarias. Sua população era de aproximadamente 600 habitantes.
Devido ao clima ameno, presença de matéria vegetal na região e à localização estratégica, em Vilhena instalaram-se várias serrarias. O apogeu da madeira deu-se no ano de 1974. Na época a produção agrícola em Vilhena se resume a café conilon. Na região existem pesquisas sobre o desenvolvimento da cultura sendo realizadas pela Emater e pela Embrapa, sendo que esta última possui na cidade um campo experimental. Com a instalação do PIC Paulo de Assis Ribeiro (1974), com núcleo de apoio em Colorado do Oeste, ocorre um impulso populacional em Vilhena. Neste mesmo ano, instalou-se a pioneira seção eleitoral (104) no Distrito de Vilhena.
Foi elevado à categoria de município com a denominação de Vilhena, pela Lei Federal n.º 6.448, de 23 de novembro de 1977, porém instalado apenas em 1982.

## Geografia
Até o ano de 2017, Vilhena se localizava oficialmente na Mesorregião do Leste Rondoniense e Microrregião de Vilhena. Com a nova divisão regional do país criada pelo Instituto Brasileiro de Geografia e Estatística (IBGE) em 2017, passou a integrar a Região Geográfica Intermediária de Ji-Paraná e Região Geográfica Imediata de Vilhena. Localiza-se a uma latitude 12º44'26" sul e a uma longitude 60º08'45" oeste, estando a uma altitude de 612 metros. Possui uma área de 11.519 km² representando   4,8% do estado, seu território tem como limite territorial as cidades de: Espigão d'Oeste-RO, ao noroeste, Chupinguaia-RO e Pimenta Bueno-RO, ao oeste, Colorado do Oeste-RO, ao sul e Comodoro-MT, ao sudeste.
O solo é classificado como latossolo vermelho/amarelo (LVA), com areia distrófica. Grande parte é coberta por densa floresta equatorial, caracterizada pela mata de terra firme com árvores enormes sendo abundantes as madeiras aproveitadas, como: mogno, cerejeiras, itaúba, ipê, cedro e outros. Além das florestas, cerrados e os campos limpos também fazem parte da vegetação, com tipos de vegetais característicos: a lixeira, a mangabeira, o pequizeiro, o pau-serra, o barbatimão, o cajueiro, dentre outros, para os cerrados; e plantas ásperas e duras, gramíneas e outras espécies, para os campos limpos.

### Clima
O tipo de clima é o tropical com estação seca, quente e úmido, considerado ameno para os padrões climáticos da região amazônica, com friagens no meio do ano (meados de abril a meados de setembro) que frequentemente abaixam a temperatura para a faixa de 12 °C a 15 °C, sendo que, em situações mais esporádicas, massas polares mais fortes podem fazer a temperatura cair para 10 °C ou menos. O período chuvoso vai de setembro a maio. A temperatura média anual é de aproximadamente 25,8 °C. O índice pluviométrico é superior a 2 000 milímetros (mm) por ano.
Em 1975, durante uma friagem, foi registrada a menor temperatura da história do estado de Rondônia, tendo os termômetros marcado -0,5 °C, com ocorrência de geada.
De acordo com dados da estação meteorológica automática do Instituto Nacional de Meteorologia (INMET) no município, em operação desde 26 de agosto de 2008, a menor temperatura registrada em Vilhena foi de 7,5 °C em 18 de julho de 2017, e a maior atingiu 36,7 °C em 29 de agosto de 2017, superando o recorde de 36,5 °C em 18 de setembro de 2010. O menor índice de umidade relativa do ar (URA) ocorreu na tarde de 18 de agosto de 2010, de apenas 11%. A maior rajada de vento chegou a 22,8 m/s (82,1 km/h), na noite do dia 25 de outubro de 2011.
| Dados climatológicos para Vilhena                                                                                           | Dados climatológicos para Vilhena | Dados climatológicos para Vilhena | Dados climatológicos para Vilhena | Dados climatológicos para Vilhena | Dados climatológicos para Vilhena | Dados climatológicos para Vilhena | Dados climatológicos para Vilhena | Dados climatológicos para Vilhena | Dados climatológicos para Vilhena | Dados climatológicos para Vilhena | Dados climatológicos para Vilhena | Dados climatológicos para Vilhena | Dados climatológicos para Vilhena |
| Mês | Jan                               | Fev                               | Mar                               | Abr                               | Mai                               | Jun                               | Jul                               | Ago                               | Set                               | Out                               | Nov                               | Dez                               | Ano                               |
| --- | --------------------------------- | --------------------------------- | --------------------------------- | --------------------------------- | --------------------------------- | --------------------------------- | --------------------------------- | --------------------------------- | --------------------------------- | --------------------------------- | --------------------------------- | --------------------------------- | --------------------------------- |
| Temperatura máxima recorde (°C)                                                                                             | 33,7                              | 32,9                              | 33,4                              | 33,9                              | 33,1                              | 34,1                              | 33,9                              | 36,7                              | 36,5                              | 35,8                              | 34,3                              | 33,6                              | 36,7                              |
| Temperatura máxima média (°C)                                                                                               | 31,1                              | 30,3                              | 30,3                              | 32,3                              | 31,6                              | 30,4                              | 31,4                              | 32,8                              | 32,5                              | 32,9                              | 32,9                              | 31,9                              | 31,7                              |
| Temperatura mínima média (°C)                                                                                               | 21,3                              | 21,7                              | 21                                | 21                                | 19,2                              | 17                                | 16,4                              | 17,6                              | 19,3                              | 21,7                              | 21,6                              | 21,4                              | 19,9                              |
| Temperatura mínima recorde (°C)                                                                                             | 18,4                              | 18,3                              | 18,9                              | 15,3                              | 9,1                               | 8,5                               | 7,5                               | 10,1                              | 11,4                              | 17,7                              | 18,3                              | 15,4                              | 7,5                               |
| Precipitação (mm) | 334,3                             | 303,9                             | 312,5                             | 199,4                             | 67,4                              | 26,9                              | 11,6                              | 16,6                              | 92,7                              | 178,8                             | 216                               | 283,5                             | 2 043,6                           |
| Fonte: Jornal do Tempo (médias) e Instituto Nacional de Meteorologia (INMET) (recordes de temperatura: 26/08/2008-presente) |                                   |                                   |                                   |                                   |                                   |                                   |                                   |                                   |                                   |                                   |                                   |                                   |                                   |

### Hidrografia
A Chapada dos Parecis, em Vilhena, constitui-se em um dos mais importantes centros dispersores de água do estado, nascendo os rios Iquê, Roosevelt (afluente do rio Aripuanã), Barão do Melgaço, Pimenta Bueno - Apediá, Vermelho, Ávila, Cabixi, Piracolino e Pires de Sá.
Cachoeiras
- Salto Paraíso - Rio Iquê
- Cachoeira Noite de Abril - Rio Tenente Marques
- Cachoeira Uapuru - Rio Tenente Marques
- Cachoeira Aprigio - Rio Tenente Marques
- Cachoeira Quebra Cabo - Rio Roosevelt
- Cachoeira Simplício - Rio Roosevelt
- Cachoeira Centelhos - Rio Roosevelt
- Cachoeira Pedro Cai - Rio Roosevelt
- Cachoeira Quinze de Novembro - Rio Pimenta Bueno
- Cachoeira do Rio Ávila - Rio Ávila (Balneário Vale do Ávila)

## Política
Em 11 de outubro de 1977, o presidente da República Ernesto Geisel sancionou a Lei nº 6.448, que criou o Município de Vilhena. O governador de Rondônia, Humberto da Silva Guedes, nomeou e empossou o primeiro prefeito, Renato Coutinho dos Santos, que teve o final de sua gestão no dia 3 de março de 1980.
A Câmara Municipal de Vereadores de Vilhena foi criada em 1979 e pelo Decreto-Lei nº 7 de 1982 foi restabelecida.
Entre 1980 e 1983 Vilhena teve mais três gestões de prefeitos nomeados e, a partir de 1 de fevereiro de 1983, foram empossados o primeiro prefeito – Vitório Abrão – e os primeiros vereadores (tendo como presidente Luiz Flávio Zamuner) eleitos pelo voto popular.
Em 10 de novembro de 2016, numa operação da Polícia Federal, foi preso o prefeito José Luiz Rover (PP), acusado de ser chefe de uma organização criminosa que atuava no poder executivo praticando diversos crimes, como a cobrança de propina. Mais de 5 milhões de reais teriam sido desviados da prefeitura em seis anos. O vice, Jacier Rosa Dias (PSC), foi preso alguns dias antes, em 2 de novembro. Teriam participado do esquema ex-secretários municipais, servidores e empresários e entre 2010 a 2016 teriam cometido crimes de falsidade ideológica, fraude à licitação, lavagem de capitais, corrupção passiva e crime de responsabilidade. As investigações começaram em 2015, durante desdobramentos da "Operação Stigma" e deram sequência em setembro de 2016, após a "Operação Ficus". O dinheiro era desviado, principalmente, da Secretaria Municipal de Comunicação (Semcom) e da Secretaria Municipal de Obras (SEMOSP), mediante processos administrativos de reconhecimento de dívidas, nos quais empresas eram contratadas sem licitação, segundo o delegado encarregado do processo a prefeitura de Vilhena não contratava e nem pagava ninguém sem propina. No mesmo mês o ministério público recomendou a suspensão imediata do salário do prefeito e do vice; o prefeito em exercício, Célio Batista, acatou.
Nas eleições de 2016, Rosani Donadon venceu o pleito que não poderia ter disputado. No dia 8 de setembro de 2016, o magistrado Andresson Cavalvante Fecury juiz eleitoral de Vilhena indeferiu o registro de candidatura da prefeita Rosani Donadon. Na época o juiz eleitoral fundamentou o impedimento da candidata pela “ausência de capacidade eleitoral”, baseando-se na Lei da Ficha Limpa. Condenada em uma ação por crime de abuso de poder econômico em 2008, a pena de Rosani venceria três dias após as eleições, o que no entendimento de Fecury a tornava inelegível. Rosani recorreu ao TRE-RO (Tribunal Regional Eleitoral) que manteve o indeferimento em julgamento realizado um dia antes das eleições. Rosani Donadon concorreu assim mesmo e foi a mais votada para o cargo e recebeu 21.356 votos, o que representou 54% do total de votos válidos. Quinze dias após o pleito, o mesmo TRE reviu sua decisão o que permitiu a diplomação e posse da candidata.
No entanto, o Ministério Público Eleitoral e a coligação adversária questionaram a sua candidatura perante a Justiça Eleitoral sob o argumento de que estaria inelegível por oito anos, com base na alínea “d” do inciso I do artigo 1º da Lei Complementar nº 64/1990 (Lei de Inelegibilidades). E o caso foi parar então no STE. No dia 12/4/2018, há 581 dias do primeiro indeferimento da candidatura de Rosani Donadon, os ministros do (TSE) decidiram que a prefeita de Vilhena não poderia ter concorrido nas eleições de 2016. Por essa razão, cassaram seu registro de candidatura levando por consequência à perda do mandato da então prefeita. Ficou no cargo pouco mais de 1 ano e três meses, deixando a prefeitura no dia 27 de abril de 2018. Em seu lugar, assumiu o presidente da Câmara, Adilson de Oliveira, do PSDB. O prefeito interino ficará no cargo até a posse do novo prefeito, realizada através de eleição suplementar, em junho deste ano.
No ano  de 2022, a chapa formada por Eduardo Japones e Patrícia da Glória, foi cassada pelo TRE-RO, o Presidente da câmara municipal assumiu o cargo por abuso de poder político e prática de condutas vedadas aos agentes públicos. Entre as suspeitas, havia o uso indevido das redes sociais da prefeitura para favorecer os candidatos durante a campanha eleitoral de 2020.Sendo que essas redes eram geridas por funcionários lotados na prefeitura, que utilizavam a estrutura do município e o horário de trabalho para a campanha. Foram condenados à perda dos mandatos, pagamento de multa e ainda foi determinada a inelegibilidade por oito anos, a contar de 2020.  A Câmara de Vereadores de Vilhena deve ser acionada para cumprir a cassação do mandato dos agentes e direcionar o presidente para o cargo de chefe do executivo interino, até que sejam concluídas as novas eleições.
Esta é uma lista de prefeitos e vice-prefeitos de Vilhena.
| Nº | Nome                                    | Nome político          | Partido          | Início do mandato      | Fim do mandato                 | Observações         |
| 1  | Renato Coutinho dos Santos              | Renato Coutinho        | —                | 23 de novembro de 1977 | 3 de março de 1980             | Prefeito nomeado    |
| 2  | Bonifácio Almodóvar                     | Bonifácio Almodóvar    | —                | 4 de abril de 1980     | 15 de maio de 1980             | Prefeito nomeado    |
| 3  | Arnaldo Lopes Martins                   | Arnaldo Lopes Martins  | —                | 16 de maio de 1980     | 23 de março de 1982            | Prefeito nomeado    |
| 4  | Albino Afonso Wobeto                    | Albino Wobeto          | —                | 24 de março de 1982    | 31 de março de 1983            | Prefeito nomeado    |
| 5  | Vitório Alexandre Abrão                 | Vitório Abrão          | PDS              | 1 de fevereiro de 1983 | 1987                           | Prefeito eleito     |
| 6  | Élcio Carlos Rossi                      | Dr. Élcio Carlos Rossi | PDS              | 1988                   | 31 de dezembro de 1988         | Prefeito eleito     |
| 7  | Lourivaldo Renato Ruttmann              | Lourival Ruttmann      | PTB              | 1 de janeiro de 1989   | 31 de dezembro de 1992         | Prefeito eleito     |
| 8  | Ademar Marcol Alfredo Suckel            | Ademar Marcol          | PFL              | 1 de janeiro de 1993   | 31 de dezembro de 1996         | Prefeito eleito     |
| 9  | Melkisedek Donadon                      | Melki Donadon          | PSC              | 1 de janeiro de 1997   | 3 de abril de 1998             | Prefeito eleito     |
| 10 | Heitor Tinti Batista                    | Heitor Batista         | PMDB             | 4 de abril de 1998     | 31 de dezembro de 2000         | Prefeito substituto |
| 11 | Melkisedek Donadon                      | Melki Donadon          | PTB              | 1 de janeiro de 2001   | 31 de dezembro de 2004         | Prefeito reeleito   |
| 12 | Marlon Donadon                          | Marlon Donadon         | PTB              | 1 de janeiro de 2005   | 31 de dezembro de 2008         | Prefeito eleito     |
| 13 | José Luiz Rover                         | Zé Rover               | PP               | 1 de janeiro de 2009   | 31 de dezembro de 2012         | Prefeito eleito     |
| 14 | José Luiz Rover                         | Zé Rover               | PP               | 1 de janeiro de 2013   | 10 de novembro de 2016 (preso) | Prefeito reeleito   |
| 15 | Célio Batista                           | Célio Batista          | PR               | 10 de novembro de 2016 | 31 de dezembro de 2016         | Prefeito interino   |
| 16 | Rosani Terezinha Pires da Costa Donadon | Rosani Donadon         | PMDB             | 1 de Janeiro de 2017   | 27 de abril de 2018            | Prefeita eleita     |
| 17 | Adilson José Wiebbeling de Oliveira     | Adilson de Oliveira    | PSDB             | 28 de abril de 2018    | 30 de junho de 2018            | Prefeito interino   |
| 18 | Eduardo Toshyia Tsuru                   | Eduardo Japonês        | PV               | 1 de julho de 2018     | 31 de dezembro de 2020         | Prefeito eleito     |
| 19 | Eduardo Tsuru                           |                        | Partido Verde PV | 1 de Janeiro de 2021   | Cassado TSE-RO                 | Prefeito reeleito   |
| 20 | Ronildo Macedo                          |                        | PODEMOS          | 07 de ulho de 2022     | 31 de dezembro de 2022         | Prefeito interino   |
| 21 | FLORI CORDEIRO DE MIRANDA JUNIOR        |                        | PODEMOS          | 1 de Janeiro de 2023   | Atual                          | Prefeito eleito     |

## Subdivisões

### Distritos
- Nova Conquista
- São Lourenço
- Perobal
- Cascalheira
- Vista Alegre
- Santa Mônica

### Reservas indígenas
- Parque Aripuanã
- Parque Tubarões
- Posto Roosevelt

## Economia
As principais atividades econômicas são a agricultura, pecuária, comércio e prestação de serviços. O município conta com 12 (doze) agências bancárias, distribuídas entre 5 (cinco) instituições bancárias e 2 (duas) cooperativas.
O PIB do município é de R$ 1.824.367,69 e o PIB Per capita R$ 23.055,20.
| Agropecuária      | 5,16 %  |
| Indústria         | 19,87 % |
| Serviços          | 48,75 % |
| Serviços Públicos | 26,22 % |

Fonte: IBGE

### Setor primário

#### Agricultura
| Produto  | Quantidade (t) |
| -------- | -------------- |
| Arroz    | 708            |
| Mandioca | 4.680          |
| Milho    | 230.066        |
| Soja     | 169.280        |
| Tomate   | 400            |

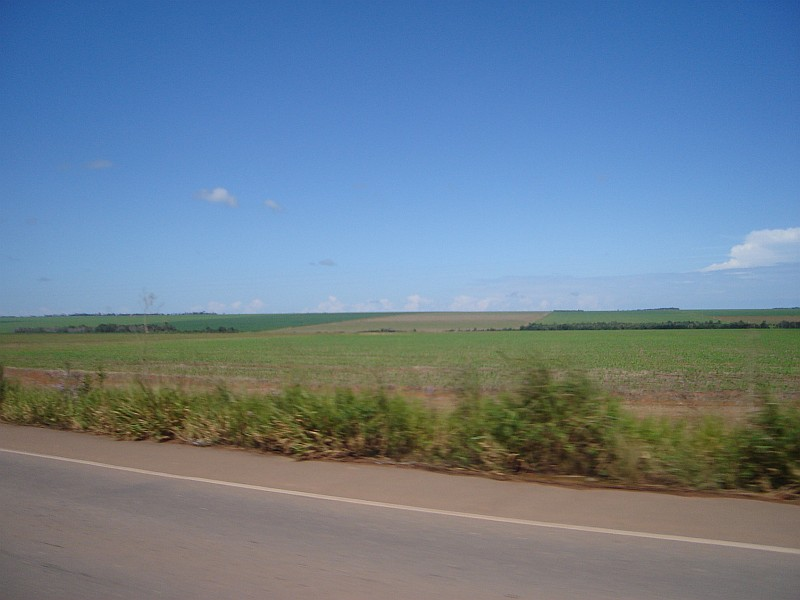
As plantações de soja invadiram o cerrado vilhenense

Possui vastos campos de produção, principalmente na área agrícola, e também grandes canteiros de horticultura e produtos de viveiro, cultivo de hortaliças, legumes e especiarias hortícolas.
Embora muitas famílias e pessoas tenham deixado a zona rural, a agricultura ainda é um ponto fundamental no município.
A produção agrícola é bem diversificada, com plantações de milho, feijão, soja, arroz, tomate, dentre outros. Dentre estes produtos, destacam-se o arroz, o milho e a soja, que são comercializados pelos grandes e médios produtores locais, diretamente com as empresas do Centro-Sul do país. O município, atualmente é o maior produtor de milho, soja e tomate de Rondônia, com uma produção de 230.066 e 169.280 e 400 toneladas, respectivamente.
A central de armazenamento da CONAB (Companhia Nacional de Abastecimento), conta com dois depósitos, sendo um com capacidade de 4 mil toneladas e outro com 10 mil toneladas.
Os órgãos ligados à agricultura na cidade são a Embrapa (Empresa Brasileira de Pesquisas Agrícolas) e a Emater (Empresa de Assistência Técnica e Extensão Rural) que dão auxílio aos agricultores.
Dentre os órgãos financiadores da produção agropecuária, o principal é o Banco da Amazônia, administrador do FNO - Fundo Constitucional do Norte - com juros subsidiado pelo Governo Federal. O Banco da Amazônia é responsável por mais de 90% dos financiamentos realizados no setor Agropecuário Vilhenense.

#### Pecuária
Predominam no setor primário grandes e médios proprietários, que priorizam a criação de gado bovino de corte. Em 2016, o rebanho bovino teve uma contagem de 125.403 cabeças. No entanto, esse rebanho já chegou a ser de aproximadamente 900 mil em 1991, porém, as pastagens aos poucos foram substituídas por plantações, principalmente para o cultivo da soja, fazendo com que a criação bovina deixe de ser a principal fonte de economia agropecuária. Na última vacinação contra aftosa no rebanho bovino da cidade, foram registrados mais de 119 mil cabeças de gado pela Agência de Defesa Agrosilvopastoril do Estado de Rondônia (Idaron), sendo que mais de 108 mil eram de corte.
Não é só de bovinos que vive pecuária vilhenense, há uma boa diversificação com a criação de bubalino, caprino, ovino, suíno, equino e a produção de mel de abelha, com destaque ao crescimento vertiginoso da aquicultura. A criação de jatuarana, pirarucu e tambaqui está entre as 50 (cinquenta) maiores do país. Outro destaque está na avicultura, tendo a maior criação de galináceos de Rondônia, além disso mais de um terço da produção de ovos do estado são oriundos de Vilhena.

### Setor secundário

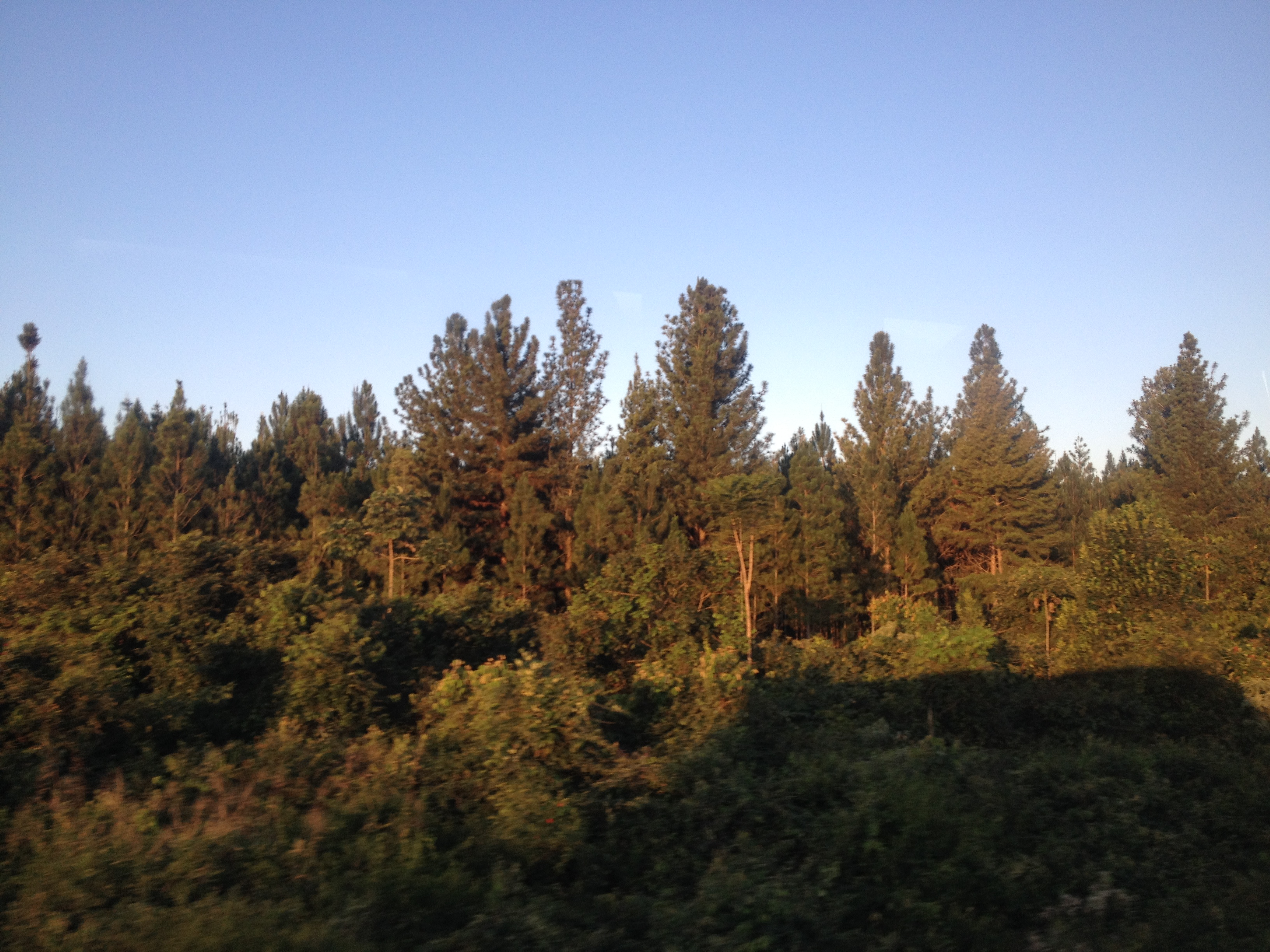
Pinheiros nas margens da BR-364 em Vilhena

Devido a escassez da madeira, o município procurou outras alternativas para conter o desemprego e uma delas foram as hidrelétricas, porém, mesmo com a baixa quantidade de madeira no mercado, a atividade ainda é significativa no setor industrial.
As indústrias de madeira se desenvolveram tanto no setor de exploração como no de construção, e acabaram atraindo indústrias de móveis, que tem interesse pela madeira extraída, como o mogno e cerejeira.
Recentemente, indústrias e fábricas, como o frigorífico Friboi e a fábrica de colchões Portal também foram responsáveis pela absorção da mão de obra excedente.
Incentivos tributários
Há incentivos para empresas que estão interessadas na implantação, ampliação, modernização ou então relocalização de suas unidades produtivas, como algumas vantagens nos seguintes tributos:
- ISS - Imposto Sobre Serviços de Qualquer Natureza;
- Taxas de Alvará de Localização e Funcionamento;
- IPTU - Imposto Predial e Territorial Urbano;
- Taxa de Contribuição de Melhorias;
- Outros impostos ou taxas que eventualmente venham a ser criados.

Vigência
O prazo de vigência dos referidos incentivos será de 10 anos, podendo ser renovados por mais 10 anos, desde que seja requerido pelo beneficiário e aprovado pelo conselho.
Apoio técnico
Prestação de apoio técnico na elaboração de estudos e projetos de caráter geral bem como a participação preferencial nas linhas de financiamento e na execução de obras e serviços e demais benefícios priorizáveis pelo Conselho Municipal de Desenvolvimento, através do Fundo Municipal de Desenvolvimento.
Concessão de áreas
Concessão de áreas com infraestrutura que inclui a disponibilidade de energia elétrica, água, rede telefônica, abertura de ruas, serviços de topografia, demarcação e obras e serviços complementares, à indústrias interessadas em se instalarem na cidade.

### Setor terciário
A cidade foi contemplada pela Embratur, por quatro anos consecutivos com o Selo de Potencialidade Turística. Suas belezas naturais e pelo fato de possuir uma infraestrutura para recepção de turistas (hotéis, restaurantes, aeroporto, rodoviária e comércio) a cidade recebe muitos turistas do Brasil e de outras partes do mundo. Contudo, tal potencialidade não é aproveitada ao máximo. Diversos locais da cidade que poderiam atrair turistas estão abandonados ou nas mãos de particulares.

## Infraestrutura

#### Saúde

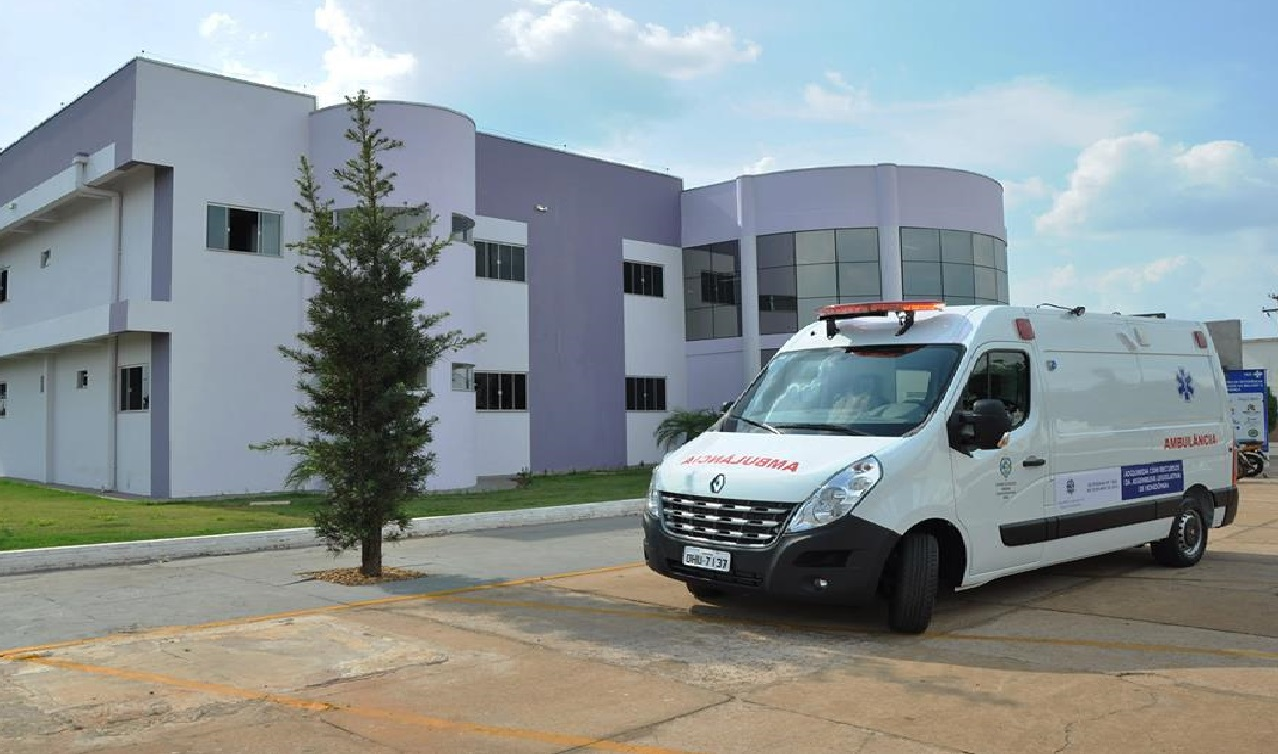
Hospital Regional

As condições físicas e sanitárias da rede de saúde são ruins, sendo comum o atendimento de doentes vindos de outros locais do cone sul do estado e cidades próximas do estado do Mato Grosso.
A situação da saúde do município é caótica, devido ao grande número de atendimentos realizados pela rede física, mantida exclusivamente pela prefeitura de Vilhena.
A rede de saúde pública é formada pelo Hospital Regional Adamastor Teixeira de Oliveira (Serviço U.T.I.) (fundação Sesp), Centro de Atendimento Emergencial Neonatal, vários postos e centros de saúde, dentre outros.
No entanto, a modernização do atendimento e a ampliação da rede física na área de saúde, têm sido o principal motivo para a procura da população de outros municípios, causando grandes problemas devido ao excesso de pacientes, pois o sistema de saúde público não consegue dar conta da demanda.

#### Educação

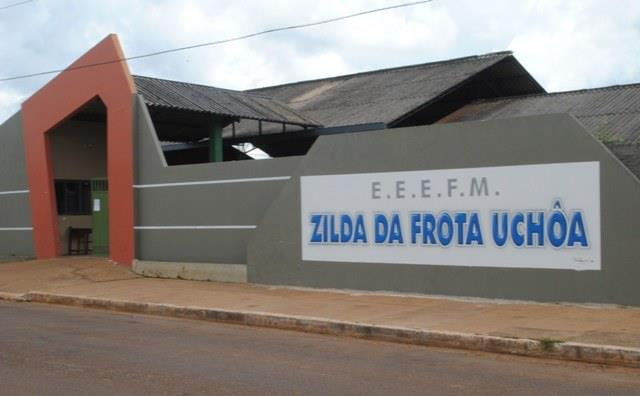
Escola Estadual Zilda Da Frota Uchoa

A rede pública teve investimentos na educação, como a criação de escolas, reformas, ampliações, contratações e investimentos na capacitação dos profissionais de educação para melhorar a qualidade de ensino. Vilhena possui o centro de reabilitação "Ensina-me a Viver", para crianças de jovens com dificuldades especiais.
Ensino infantil, fundamental e médio

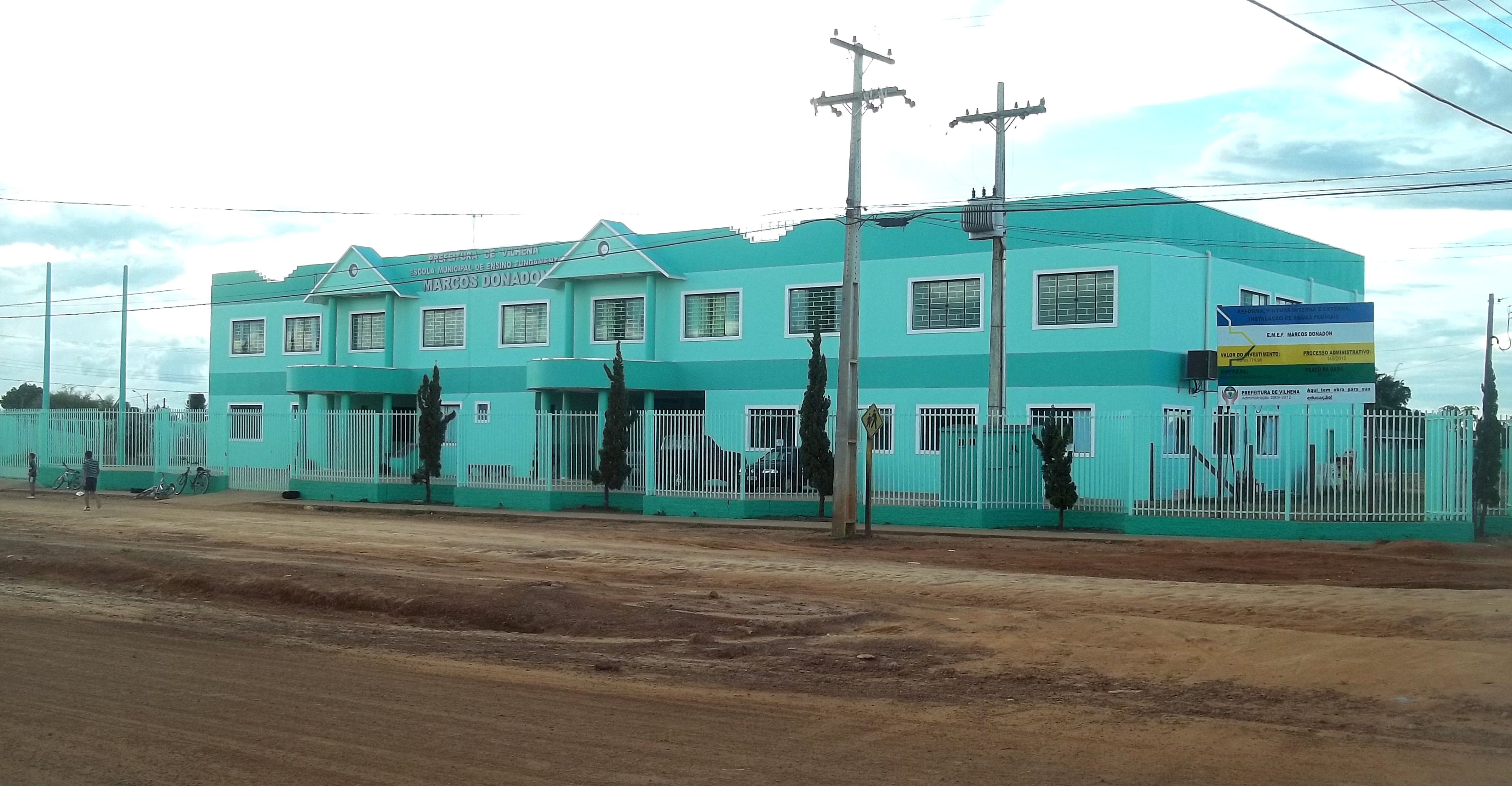
Escola Municipal Gorete Domingos

Dentre as escolas públicas, destacam-se:
- Instituto Federal de Educação, Ciência e Tecnologia de Rondônia - IFRO (ensino médio e técnico);
- Escola Municipal Ângelo Mariano (fundamental I);
- Escola Municipal Ivete Brustolin (fundamental II);
- Escola Municipal Marcos Donadon, modificado para Escola Gorete Domingos (fundamental II)[18]
- Escola Municipal Marizeti Mendes de Oliveira (fundamental I);
- Escola Estadual Álvares de Azevedo (fundamental  II e médio);
- Escola Estadual Machado de Assis (fundamental II e médio);
- Escola Estadual Marechal Rondon (médio integral) (prêmios nacionais: "Professor Nota 10" e "Ciências no Ensino Médio");
- Escola Estadual Maria Arlete Toledo (fundamental II e médio);
- Instituto Estadual de Educação Wilson Camargo (fundamental II e médio).
- Colégio Tiradentes da Polícia Militar - CTPM V (fundamental II e médio)
- CCMAT - Colégio Cívico-Militar Almirante Tamandaré

Dentre as escolas particulares, destacam-se:
- Escola Adventista (infantil e fundamental I);
- Escola Professor Vanks (9º ano e médio);
- Colégio Santa Lúcia Filippini (infantil, fundamental e médio);
- Cooperativa Educacional de Vilhena (Coopevi - Coc) (infantil, fundamental e médio);
- Escola Evangélica Bom Pastor - POSITIVO (infantil);
- Insolina Ruttmann / Sesi  (infantil, fundamental e médio).
- Escola Senai Bonifácio Almodóvar( Ensino Técnico)

Ensino superior
Vilhena se tornou um importante pólo educacional de Rondônia possuindo atualmente oito instituições de ensino superior presenciais.
Ensino presencial:
- Universidade Federal de Rondônia (UNIR) — [pública]. Cursos: Administração; Ciências Contábeis; Letras/Português; e Pedagogia;
- Instituto Federal de Educação, Ciência e Tecnologia de Rondônia - (IFRO) — [pública]. Cursos: Matemática; Análise e Desenvolvimento de Sistemas; e Arquitetura e Urbanismo;
- Faculdade de Educação e Cultura de Vilhena (UNESC) —  [particular]; Cursos: Arquitetura e Urbanismo; Biomedicina; Ciências Contábeis; Direito; Educação Física; Enfermagem; Engenharia Agrícola; Engenharia Ambiental; Engenharia da Computação; Farmácia; Fisioterapia; Medicina; e Radiologia;
- Associação Vilhenense de Educação e Cultura (AVEC) — [particular]. Cursos: Administração, Ciências Contábeis; Direito; e Pedagogia;
- Faculdade da Amazônia (FAMA/IESA) —  [particular]. Cursos: Agronomia; Psicologia; Serviço Social; e Zootecnia.
- Faculdade Cândido Rondon (FARON) — [particular]. Cursos: Agronomia; Engenharia Civil; Engenharia Florestal; e Medicina Veterinária;
- Faculdades Integradas Aparício Carvalho (FIMCA) —  [particular]. Cursos: Direito; Educação física; Enfermagem; Engenharia Civil; Engenharia Elétrica; Engenharia Mecânica; Fisioterapia e Odontologia.
- Faculdade Santo André (FASA) — [particular]. Cursos: Pedagogia e Direito

Ensino a distância:
- Serviço Nacional de Aprendizagem Comercial (SENAC) — particular;
- Universidade do Norte do Paraná (UNOPAR) — particular;
- Centro Universitário Claretiano (CLARETIANO)  — particular;
- Faculdade Educacional da Lapa (FAEL) — particular;
- Universidade Paulista (UNIP) — particular;
- Instituto Federal de Educação, Ciência e Tecnologia de Rondônia - (IFRO) — pública;

Ensino Técnico
- IFRO - Instituto Federal de Rondônia;
- Senai - Serviço Nacional de Aprendizagem Industrial;
- Senac - Serviço Nacional de Aprendizagem Comercial;

#### Transporte
Aeroporto

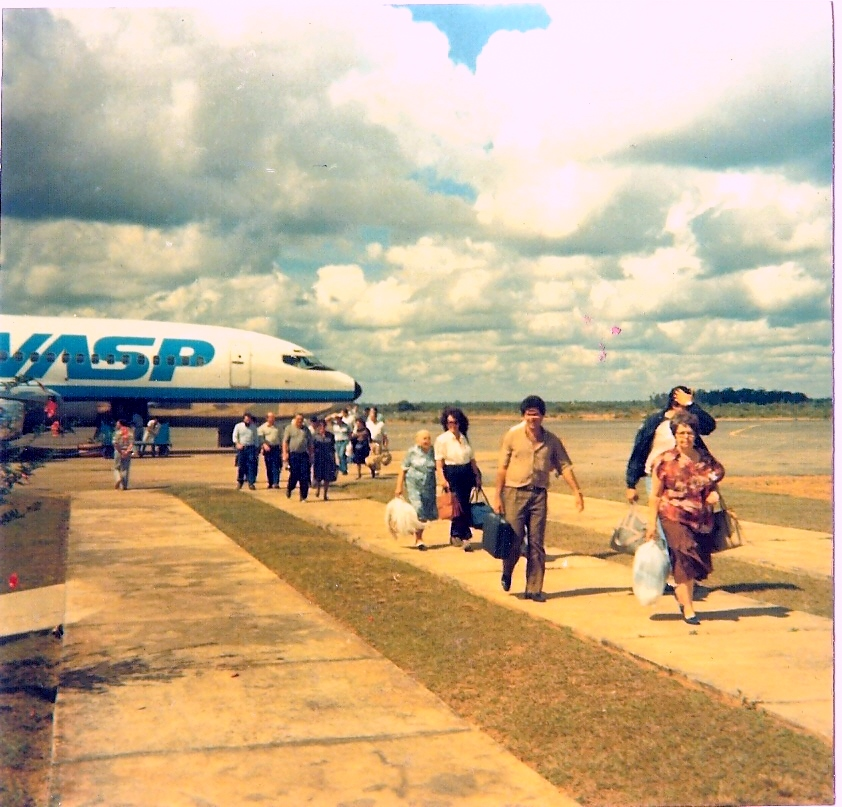
Vasp em Vilhena em 1989

O Aeroporto Brigadeiro Camarão (BVH/SBVH) é administrado pelo Departamento de Estradas e Rodagens - DER/RO. Os serviços de navegação aérea são prestados pelo Comando da Aeronáutica, com cerca de doze profissionais que atuam como Operadores de Estação Aeronáutica, Técnicos em Informações Aeronáuticas e Técnicos em Meteorologia. Possui uma pista de dimensões internacionais com 2.600 metros de comprimento por 30 metros de largura sendo a segunda maior pista do estado (cabeceiras 03 e 21), possui equipamentos eletrônicos e luminosos de auxílio à navegação em pleno funcionamento tais como: VOR, DME, NDB, balizamento de pista, estação de comunicação VHF Frq. 125,90 MHz, Estação Meteorológica de Superfície Automática, Estação Meteorológica de Altitude. Pela sua localização geográfica, Vilhena é considerada um ponto estratégico para a aviação.
Atendida por voos diários civis e militares, a cidade possui um dos poucos aeroportos do Estado, com capacidade para receber aeronaves de grande porte. Vilhena já foi servida pela VASP, TAM e diversas outras companhias de menor porte. Hoje o transporte comercial aéreo do município é realizado  pela empresa Azul. O aeroporto também possui um DTCEA-VH (Destacamento de Controle do Espaço Aéreo de Vilhena) do Comando da Aeronáutica, Cindacta IV, subordinado ao Ministério da Defesa.
Rodovia
Três rodovias federais interligam o município ao resto do estado e do país, sendo que a BR-174, pavimentada apenas no perímetro urbano, e a BR-364, que liga Mato Grosso à capital Porto Velho, cortam o meio da cidade e BR-435 liga aos demais municípios do Cone Sul chegando a Bolívia.
A malha viária urbana a cada dia está se tornando um problema, ainda falta mais de 150 km de ruas a serem asfaltadas. O município conta com aproximadamente 54 mil veículos. Ruas estreitas e com poucos locais próprios para estacionar deixam o trânsito, em alguns locais e horários, caótico. Outro fato incômodo aos munícipes é a pequena rede de galerias pluviais que não suportam o "verão amazônico" e provoca alagamentos em diversas avenidas importantes, como por exemplo nas avenidas Paraná, Melvin Jones e Celso Mazutti, além dos bairros periféricos.
Para quem precisa se deslocar por ônibus para chegar ou sair há ainda o Terminal Rodoviário de Vilhena.
Ferrovia
Em 2008, o governo federal alterou o Plano Nacional de Viação incluindo a Ferrovia Transoceânica, ligando o Porto do Açu, no Rio de Janeiro, a malha ferroviária do Peru. O custo estimado da obra é de 50 bilhões de reais, sendo financiado pelos governos brasileiro, peruano e chinês. O trecho entre Campinorte e Vilhena foi denominado de Ferrovia de Integração do Centro Oeste - FICO. Os estudos desse trecho estão prontos, faltando apenas o início das obras que serão realizadas pela VALEC.

#### Comunicação
Impressos
- Revista Imagem;
- Jornal Folha do Sul;

Jornal Online
- Portal Vilhena
- ConeSul Notícias;
- Extra de Rondônia;
- Folha de Vilhena;
- Folha do Sul;
- Rondônia Agora
- Rondônia em Pauta;
- Rota Policial News;
- G1 Vilhena e ConeSul
- Vilhena Notícias;

#### Televisão[21]
Analógico
- 2 VHF - TV Novo Tempo
- 4 VHF - TV Senado
- 5 VHF - Rede Amazônica Vilhena (Globo)
- 9 VHF - RedeTV! Vilhena (RedeTV!)
- 11 VHF - TV Allamanda (SBT)
- 13 VHF - TV Meridional (Band)
- 14 UHF - Amazon Sat
- 20 UHF - Rede Brasil
- 23 UHF - SIC TV (RecordTV)
- 41 UHF - TV Nazaré

Digital
- 5.1 (15 UHF) - Rede Amazônica Vilhena (Globo)
- 9.1 (17 UHF) - RedeTV! Vilhena (RedeTV!)
- 11.1 (43 UHF) - TV Allamanda (SBT)
- 13.1 (45 UHF) - TV Meridional (Band)
- 23.1 (30 UHF) - SIC TV (RecordTV)
- 51.1 - Rede Mundial

#### Rádio[22]
FM
- 87.9 MHz - Faixa Comunitária
- 89.7 MHz - Plan FM
- 91.3 MHz - Massa FM Vilhena
- 94.9 MHz - Onda Sul FM

AM
- 1450 kHz - Rádio Vilhena

## Cultura
Nos últimos anos a Cultura em Vilhena está se desenvolvendo com mais rapidez, surpreendendo pela quantidade de interessados em diversas manifestações culturais como teatro, música e escrita. O 1º Festival de Música do Cone Sul realizado nas sete cidades do Sul de Rondônia e organizado por Vilhena foi considerado o maior evento musical do Norte do País, reunindo mais de 500 cantores, músicos e bandas com prêmios significativos para cada etapa local, bem como na final geral. Também o 1º Festival de Calouros do Cone Sul, também comandado por Vilhena, movimentou a população do Cone Sul que desejava mostrar seus talentos e receber por isso.
A Cidade possui também uma Orquestra Sinfônica criada em 2001, que executa diversos concertos clássicos e populares.
Além disso, a criação do Espaço JK, único espaço exclusivamente cultural e particular da cidade, representou significativo avanço para a obtenção de um local adequado e centralizado que se possam realizar discussões, debates, apresentações teatrais, exposições artísticas, shows de bandas locais, divulgação da literatura dos escritores da cidade e etc. Com intuito parecido, a livraria Café & Letras passou a desenvolver diversas ações culturais como o conto de histórias para crianças, promoções em livros e o Som das Sete, evento que reúne o melhor da Música Popular Brasileira em uma noite de descontração ao ar livre.
Há ainda certa movimentação na Prefeitura que prevê a criação de uma fundação de cultura no município, o que ajudaria o município a conseguir recursos a serem investidos, por exemplo, nos oito grupos de teatro que se mostram ativos na cidade. Destes, o Wankabuki, o Canaã e o Tempus são os mais expressivos, todos com projetos de peso em andamento, embora não disponham de espaço adequado para se apresentarem.
No que diz respeito aos locais reservados para apresentações teatrais, a Prefeitura Municipal de Vilhena, por meio da Secretaria Municipal de Planejamento elaborou um projeto de um centro de convenções que abrigaria um teatro, galerias de arte, oficinas de arte, biblioteca e sala de cinema. O início das obras estão previstas para 2011. Enquanto isso, o Ponto de Cultura Cone Sul Plural desenvolve, em parceria com acadêmicos do curso de Jornalismo da Unir (Universidade Federal de Rondônia), o projeto Hatisu - Ação Griô. A iniciativa pretende recuperar as origens históricas dos colonizadores do Cone Sul, que se estabeleceram em quilombos, vilas de pescadores, aldeias indígenas e acampamentos no Vale do Guaporé. Contudo, essa é apenas uma das muitas ações culturais criadas pelo Ponto de Cultura de Vilhena.
Recentemente também foi criada, no jornal impresso de maior circulação e expressividade do Cone Sul, o Folha do Sul, de Vilhena, a editoria de Cultura, que semanalmente destaca os agentes culturais do município e suas atividades.
A prefeitura promove a Cultura por órgãos culturais como a Academia Vilhenense de Letras (AVL), Centro de Tradições Gaúchas (CTG), Fundação Cultura de Vilhena, Associação de Músicos de Vilhena, Centro de Treinamento (futura Casa da Cultura) e o Museu Marechal Rondon (atualmente abandonado).
A Academia Vilhenense de Letras (AVL), fundada em dezembro de 2002, é fruto da vontade e perseverança dos poetas Átila Ibáñez (01), Castro Lima (10), Dilma Lessa (04), Antônio Mantelli (13). As tentativas de implantar uma academia de letras na cidade de Vilhena, ao Sul de Rondônia, ocorreram desde a última década do século XX. O poeta Ibáñez via seu projeto diluir-se nas dificuldades e, principalmente no desinteresse da comunidade literária. E tentava outra vez. E mais outra. Finalmente, com a participação decisiva de Mário Mileo (03), Newton Pandolpho (02), Julio Olivar (11), José Leocádio (08), Débora Lessa (09), Jacyr Rosa (07), Nilson Ferreira (06), Ivanir Aguiar (12) e Scalercio Pires (05), surgiu, então,  a Academia Vilhenense de Letras. Os patronos são Vinicius de Moraes (Cadeira 01), Ruben Braga (Cadeira 02), Carlos Gomes (Cadeira 03), Orígenes Lessa (Cadeira 04), Lauro Sodré (Cadeira 05), José de Alencar (Cadeira 06), Euzebio de Queiros (Cadeira 07), Manuel de Almeida (Cadeira 08), Pedro Lessa (Cadeira 09), Castro Alves (Cadeira 10), Drummond de Andrade (Cadeira 11), Manuel Bandeira (Cadeira 12) e Cecilia Meireles (Cadeira 13). Em 20 de março de 2004 foi eleita a poeta Núbia Rodrigues (07), em decorrência da renúncia do Acadêmico Jacyr Rosa. Em 8 de julho de 2006 a AVL teve seu Estatuto alterado para a criação de mais oito Cadeiras, sendo Patronos Vicente de Carvalho (Cadeira 14), Gonçalves Dias (Cadeira 15), Machado de Assis (Cadeira 16),  Rachel de Queiroz (Cadeira 17), Álvares de Azevedo (Cadeira 18), Olavo Bilac (Cadeira 19), Guimarães Rosa (Cadeira 20), Fagundes Varela (Cadeira 21). Foram eleitos para as respectivas novas Cadeiras: Ana Claudia Vinter, Clóvis Brasil, Irondina Zoche, Genoli Kopp, Braz Divino, Gerino Alves, Edmar Ferreira e Valmir Flor. Por ocasião da renúncia de Nilson Ferreira foi eleito José Closs.
Visitas urbanas
- Museu Marechal Rondon (onde se encontra o primeiro posto telegráfico da região. Encontra-se abandonado);
- Parque Marechal Candido Rondon - Museu ( Em Breve )
- Expovil - festa voltada à exposição pecuária;
- Festas Gauchescas no Centro de Tradições Gaúchas (CTG);
- Park Shopping Vilhena;
- Parque ecológico.

Religião
A cidade tem praticantes de diversas religiões, sendo a fé Cristã a que tem mais seguidores (83,5%).
Cristãos
Entre os cristãos os católicos são os mais numerosos, com 47,5% da população, seguidos pelos evangélicos (36%), que crescem em número e área de abrangência nos últimos anos, construindo os maiores templos da cidade.
Há inúmeros templos cristãos das mais variadas igrejas. Os maiores são:
Templos das Igrejas Católicas:
1- Nossa Senhora Aparecida;
2- Nossa Senhora Auxiliadora;

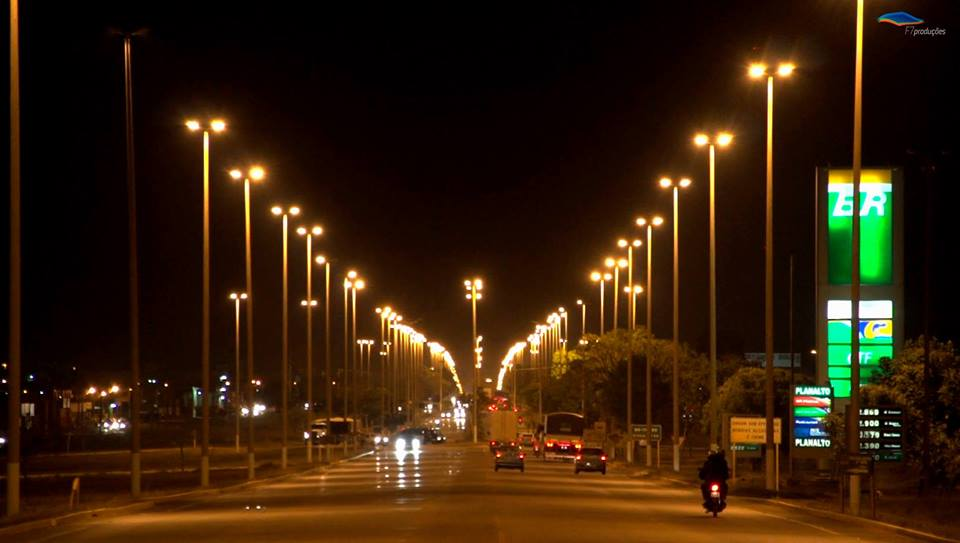
BR 364

Principais templos das Igrejas evangélicas:
1- Assembleia De Deus;
2- Primeira Batista Nacional;
3- Igreja Shekinah;
4- Igreja Congregação Cristã do Brasil;
5- Igreja Batista Nacional Manancial;
6- Metodista Wesleyana;
7- Adventista do 7º Dia.
Dentre os evangélicos se destacam Assembleia de Deus, Cristã do Brasil, Batista Nacional, Adventista, Presbiteriana, Shekinah, Metodista, entre outras. Eventos para jovens, projetos sociais, ecumenismo e flexibilização das normas bíblicas conforme as mudanças culturais têm atraído novos membros para cada uma dessas denominações.
Igrejas de missão
Ao todo 10,5% da população faz parte de igrejas evangélicas de missão. Os fieis estão divididos em: batistas (4,79%), adventistas (2,17%), metodistas (1,5%), presbiterianos (1,16%) e luteranos (0,79%).
Igrejas pentecostais
19,9% da população faz parte de igrejas evangélicas pentecostais, com fieis divididos entre as igrejas: assembleia de deus (11,5%), congregação cristã (2,39%), universal (0,65%), Deus é amor (0,60%), O Brasil para Cristo (0,33%), maranata (0,23%), comunidade evangélica (0,22%), quadrangular (0,09%), renovada (0,03%) e outras (3,8%).
Evangélicos sem denominação
Muitos se consideram evangélicos, porém, não fazem parte de nenhuma denominação. Ao todo 6,71% dos vilhenenses se encaixam nesta categoria.
Islâmicos
Há cerca de 10 famílias muçulmanas que se reúnem em local de adoração próprio, todas as sextas-feiras. A maioria é dona de negócios e empresas na cidade, boa parte tendo vindo do oriente médio em busca de oportunidades financeiras, pares românticos ou fugindo de guerras da região. Há planos para a construção de uma mesquita na cidade.
Religiões africanas
Representantes de religiões de origem na cultura africana também estão na cidade difundindo as crenças da Umbanda, Candomblé, Omoloko e Macumba, que juntas representam 0,23% da população da cidade. Ações de grupos culturais procuram valorizar e fortalecer a prática das crenças, que são desconhecidas da maior parte da população e sofrem discriminação sendo consideradas religiões ligadas a demônios.
Espiritismo
Através de ações sociais e eventos comunitários os espíritas da cidade difundem suas crenças em lugares de reunião discretos. São 0,96% dos vilhenenses, destacando-se as vertentes Allan Kardec e União do Vegetal.
Religiões orientais
Um templo e vários pontos de encontro agrupam cerca de 30 famílias praticantes do budismo de Nitiren Daishonin. São 0,11% da população. Outras famílias são adeptas da Igreja Messiânica Mundial (0,05%) e outros 0,05% da população participam de outras crenças orientais.
Outras crenças
Tradições esotéricas aglutinam 0,13% da população, religiões indígenas 0,17%, enquanto 0,13% dos vilhenenses não sabe a qual religião pertence. Além disso, 0,54% afirma fazer parte de mais de uma religião.
Mórmons são 0,06% e Testemunhas de Jeová 0,62%. Ambas são cristãs, mas não se consideram ramo de nenhuma outra religião e são conhecidas por suas atividades de divulgação bíblica de porta-em-porta.
Sem religião
Aqueles que se declararam sem religião somam 12,33% da população da cidade. Há mais homens sem religião do que mulheres: eles somam 7,3% e elas 4,9%.
Comidas Típicas
- Vilhena é uma mistura de migrantes de todas as partes do país e até de outros lugares do mundo, não há uma identidade típica do local. Destaca-se as comidas gaúchas, nordestinas e árabes.
- As manifestações culturais dos migrantes vieram de todas as partes do mapa, apesar da expressiva presença de gaúchos, catarinenses e paranaenses, mas ainda não se hegemonizaram para formar uma idiossincrasia vilhenense.

## Esportes
Seleção de Vilhena foi campeã Estadual Rondoniense de Futebol Juniores, em 1992, realizando uma campanha histórica. Os principais jogadores da campanha vitoriosa  do selecionado foram Jucesar (goleiro), Claudemir, Edmar Pereira, Carlos (Vovô),  Elcirone, Betão, Dedé, Pedrinho, Altair, Miro, Claudemir (Polaquinho), Treinador: Edenir Colato. O Município possui o clube de futebol profissional Vilhena Esporte Clube, fundado no dia 3 de junho de 1991. Este disputa o Campeonato Rondoniense de Futebol desde 1992, sendo penta campeão estadual, nos anos de 2005, 2009, 2010, 2013 e 2014, sendo ainda vice-campeão nos anos de 2006 e 2008. O Vilhena Esporte Clube, mais conhecido como VEC, já jogou 6 edições da Copa do Brasil, enfrentando grandes times como Palmeiras, Fortaleza, Ponte Preta, Atlético Paranaense e Avaí, em todas as edições que o VEC jogou, foi eliminado na primeira fase.
O Estádio Portal da Amazônia é o estádio onde o Vilhena Esporte Clube, Barcelona Futebol Clube e o Vilhenense Esportivo Clube realizam suas partidas de competição.
Uma escolinha de Futebol do  Avaí, se instalou na cidade, onde irá treinar crianças entre 5 e 16 anos que ainda poderão ter a oportunidade de jogar no time de Florianópolis.
Existem também a Associação Vilhenense de Voleibol - AVV e a Associação Vilhenense de Basquetebol - AVB, as duas têm grande representação no esporte amador estadual.
Possui ainda a AVFA - Associação Vilhenense de Futebol Americano, que administra o Vilhena Hunters, o primeiro time de Futebol Americano do estado de Rondônia.
A cidade conta com um time de airsoft, o G.O.E.T.A. O esporte vem crescendo muito no estado e teve seu primeiro jogo em Vilhena no dia 6 de fevereiro de 2015
Em 2015 foi criada a Associação Vilhenense de Ciclismo - Vilhena Bike Club com o intuito de promover o esporte na cidade e região. No mesmo ano o Vilhena Bike Club organizou um evento de ciclismo para crianças e adultos, o qual foi considerado um dos maiores já organizados no estado, contando com atletas de Rondônia, Acre e Mato Grosso.
As artes marciais também têm um forte peso no esporte local. São diversas academias onde se praticam o Karatê-dô, Taekwondo, Jiu-jitso, Muay thai, Box Chinês, Judô, Capoeira, dentre outros.
- Sociedade Esportiva Comercial
- Sociedade Esportiva Industrial
- Clube da Associação Atlética Banco do Brasil
- Clube da Associação Atlética do Banco HSBC
- Clube da Associação da Polícia Civil de Vilhena - Aspocivi
- Clube da Associação dos Servidores da Ceron
- Clube da Associação dos Servidores Municipais - Asmuv
- Clube Associação dos Policiais e Bombeiros Militares
- Clube dos Estados
- Clube dos Funcionários da Embratel
- Estádio Municipal com Ginásio Poliesportivo